# Manfred Mann's Earth Band (album)
Cet article concerne l'album. Pour le groupe, voir Manfred Mann's Earth Band. Pour les autres significations, voir Manfred Mann (homonymie).
Albums de Manfred Mann's Earth Band
Glorified Magnified
(1972)
Manfred Mann's Earth Band est le premier album studio du groupe éponyme. Il est sorti en 1972.

## Titres
1. California Coastline (Walt Meskell, Tim Martin) – 2:48
2. Captain Bobby Stout (Lane Tietgen) – 6:54
3. Sloth (Mann, Rogers) – 1:27
4. Living Without You (Randy Newman) – 3:36
5. Tribute (Mann) – 5:32
6. Please Mrs Henry (Bob Dylan) – 4:32
7. Jump Sturdy (Dr. John Creaux) – 4:49
8. Prayer (Mann) – 5:41
9. Part Time Man (D. Sadler, Mann) – 3:05
10. I'm Up And I'm Leaving (Mann, Sadler) – 3:11

### Bonus sur l'édition de 1999
1. Living Without You (single version mono) (Newman) – 3:36
2. California Coastline (single version mono) (Meskell, Martin) – 2:47
3. Mrs Henry (single version mono) (Dylan) – 2:39

## Musiciens
- Mick Rogers - guitare, chant
- Manfred Mann - claviers, chœurs
- Colin Pattenden - basse
- Chris Slade - batterie